# Championnat du Brésil de football de deuxième division 1988
Navigation
Serie B 1986 Serie B 1989
La saison 1988 de Série B est la dixième édition du championnat du Brésil de football de deuxième division, qui constitue le deuxième échelon national du football brésilien. 

## Compétition
En 1987, aucun championnat n'est organisé, un tournoi de remplacement, la Copa União est organisé à la place.
Le championnat 1988 est composé de 24 équipes. Lors de la première phase les équipes sont réparties en 4 groupes de 6, et se rencontrent deux fois. Les quatre premiers de groupe se qualifient pour le deuxième tour. Le dernier de chaque groupe est relégué en troisième division.
Lors du deuxième tour, les 16 équipes qualifiées sont réparties dans 4 groupes de 4, les deux premiers de groupe se qualifient pour le troisième tour.
Les huit qualifiés du deuxième tour, sont répartis dans deux groupes de 4 où les deux premiers participent au tour final.
Les deux premiers du tour final se rencontrent pour une finale en match unique chez le premier du groupe final.
Le vainqueur est déclaré champion de deuxième division et est promu en championnat du Brésil 1989 avec le finaliste.

### Tour final
Une victoire = 3 points, en cas d'égalité une séance de tirs au but a lieu, le vainqueur gagne deux points et le perdant un point. Une défaite = 0 point.
| Rang | Équipe                     | Pts | J | G | N    | P | Bp | Bc | Diff |
| ---- | -------------------------- | --- | - | - | ---- | - | -- | -- | ---- |
| 1    | AA Internacional Limeira   | 12  | 6 | 2 | 3    | 1 | 7  | 6  | +1   |
| 2    | Clube Náutico              | 11  | 6 | 2 | 2(1) | 1 | 6  | 5  | +1   |
| 3    | AA Ponte Preta             | 11  | 6 | 3 | 0(2) | 1 | 10 | 6  | +4   |
| 4    | Americano (Rio de Janeiro) | 2   | 6 | 0 | 0(2) | 4 | 2  | 8  | -6   |

- entre parenthèse, matchs perdus aux tirs au but.

### Finale
Le 11 février 1989, l'AA Internacional Limeira bat le Clube Náutico 2 à 1, et remporte son premier titre de champion de deuxième division, les deux clubs sont promus en championnat du Brésil 1989.